# Близард Норт
Близард Норт (на английски: Blizzard North) е американска компания разработчик на компютърни игри със седалище във Сан Матео. Част е от Близард Ентъртейнмънт. Основен разработчик на поредицата Diablo, включително вече обявеното Diablo III.
Компанията е снована през 1993 г. под името „Кондор“.
На 1 август 2005 г. Близард Ентъртейнмънт обявява закриването на Близард Норт. Част от дизайнерите и разработчиците обаче основават свои студия – Кастауей Ентъртейнмънт, Ред Файв Студиос, Arena.net.